# 鳴海廉之助
鳴海 廉之助（なるみ れんのすけ、1854年2月24日（安政元年1月27日） - 1920年（大正9年）1月8日）は、日本の資産家、畜産家、篤農家、銀行家、青森県の大地主。立誠銀行、金兵衛銀行各頭取。族籍は青森県平民。

## 人物
青森県・鳴海健太郎の長男。1891年、家督を相続。郡会議員、村用係、戸長、屏風山総代人等郷里のため力を尽くし、1897年、青森県農工銀行創立委員となり、以来取締役としてその任にあり、1914年、頭取に挙げられる。
1898年以来青森県地方森林会議員であること4回、1902年、青森県牛馬改良協議委員を嘱託され、同年西津軽郡畜産組合が成立すると、評議員に当選し車力組合長となる。1905年、青森県産馬連合会議員となり、郡及び県施設の産業に力を尽くす。
産馬業に努力し、開墾事業を興し、造林を為す。その他教育、慈善等に寄付してその事業を賛助する。1920年1月8日に死去。住所は青森県西津軽郡車力村大字牛潟（現つがる市）。

## 家族・親族
鳴海家
- 父・健太郎（青森平民）[1][6]
- 母・さよ（1843年 - ?、青森、下山藤次郎の四女）[1][6]
- 妹・つる（1863年 - ?、その夫源吉に従い、その子と共に分家）[1][6]
- 妻・ハル（1869年 - ?、青森、佐々木傳十郎の妹）[1][6]
- 養子
  - 和三郎（1873年 - ?、青森、古川豊三郎の二男）[1]
  - 子之（1876年 - ?、養子・かんの夫、北海道、野呂萬蔵の弟）[1][6]
  - かん（1886年 - ?、養子・子之の妻、青森、葛西由太郎の長女）[1][6]
  - 将一郎（1888年 - ?、養子・キヨの夫、青森、木村将之助の弟）[1][6]
  - キヨ（1890年 - ?、養子・将一郎の妻、青森、佐々木京吉の長女）[1][6]
- 養孫・周次郎（1887年 - 1969年、孫・ひさの夫[1]、鳴海銀行頭取、貴族院議員、青森県多額納税者）
- 孫[1][6]